# J. G. Anschütz
Die J.G. Anschütz GmbH & Co. KG ist ein in Ulm ansässiger Waffenhersteller, der Jagd- und Sportwaffen entwickelt und produziert. Der Exportanteil liegt bei 67 %.

## Überblick
Ursprünglich aus Zella-Mehlis stammend, ist Anschütz einer der Waffenhersteller, der seine Produktion nach dem Zweiten Weltkrieg erfolgreich in Ulm weiterführte. Das Unternehmen wird heute von Jochen Anschütz geleitet. Es zählt ca. 100 Mitarbeiter und ist national wie auch international aktiv. Der Exportanteil beträgt dabei über 60 %. Besonders im Biathlonsport genießt der Name Anschütz Weltruf, wo über 97 % aller Biathleten weltweit diese Sportgeräte verwenden.

## Geschichte
Julius Gottfried Anschütz, Sohn eines Büchsenmachers aus dem damaligen Waffenzentrum Mehlis (heute Zella-Mehlis), gründete dort 1856 die Waffenfabrik J.G. Anschütz, ein Unternehmen, das sich auf die Produktion von Taschenpistolen und Spezialgewehren und deren Reparaturen spezialisierte. 1896 bezog die Firma mit über 70 Mitarbeitern ein neues und eigenes Fabrikgelände in Mehlis, neben anderen heute wie damals bekannten Waffenherstellern wie Carl Walther, Friedrich Langenhahn und Herrmann Weihrauch.
Nach dem Tod des Firmengründers Julius Gottfried übernahmen die Söhne Fritz und Otto Anschütz die Firma und bauten sie in den nächsten Jahrzehnten aus. Zu Beginn des Kriegsjahres 1914 arbeiteten über 200 Menschen in der Fabrik. Mit Max und Rudolf Anschütz, den Söhnen von Fritz, übernahm die dritte Generation, nach dem Tod von Otto (1923) und Fritz (1935), das Familienunternehmen mit rund 580 Mitarbeitern. Am 22. April 1930 kam Dieter Anschütz als Sohn von Max zur Welt und die Nachfolge des Traditionsunternehmens schien gesichert. Doch der Zweite Weltkrieg veränderte die Lage, und das Unternehmen betrieb während des Krieges ausschließlich Rüstungsfertigung, auch unter Einsatz von Zwangsarbeitern. Nach Kriegsende wurde Anschütz deshalb enteignet und die Fabrik demontiert.

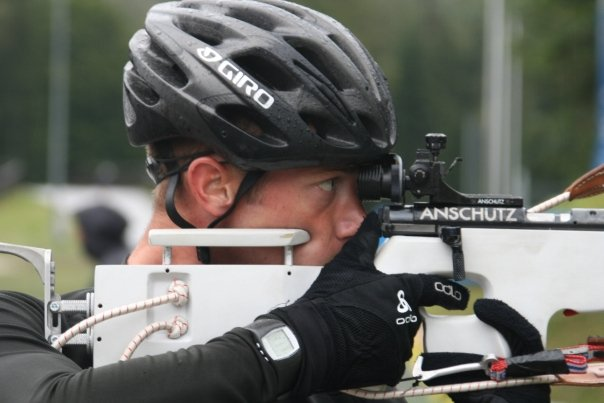
Biathlet Ben Woolley mit einem Biathlongewehr mit Fortner-Geradezugverschluss

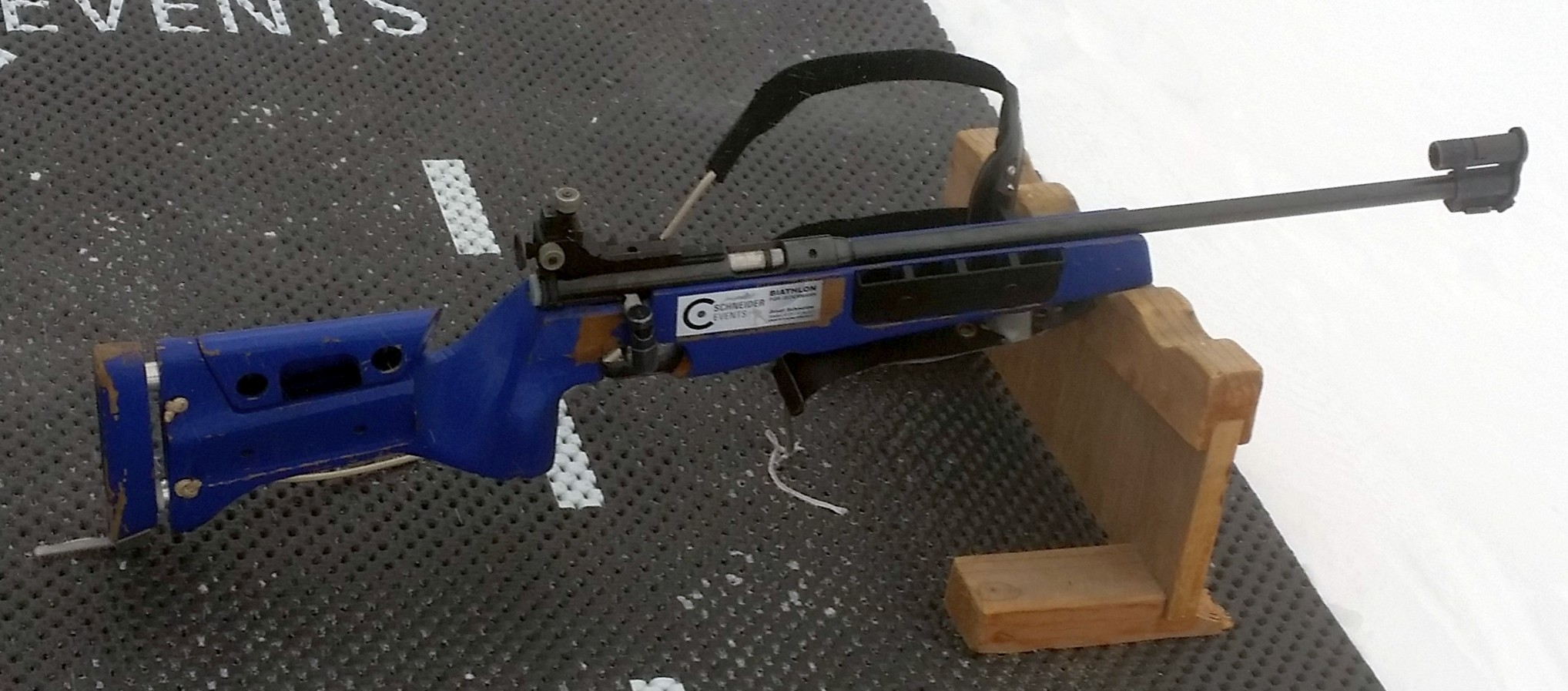
1827F

Nach Umsiedlung und Enteignung der Familie Anschütz nach dem Zweiten Weltkrieg baute diese 1950 die Firma in Ulm wieder auf. Anschütz profitierte 1953 von der gesetzlichen Neuregelung, dass Jägern der Waffenbesitz wieder erlaubt wurde. Das Unternehmen stieg auch gleich in den neuen Markt der Druckluftwaffen ein. 1954 wurde dann das mittlerweile unter Schützen berühmte Match-54 KK-System entwickelt, das bis heute in Anschütz-Kleinkaliberwaffen verbaut wird. Es stellten sich bald sportliche Erfolge auf internationalem Niveau ein. So traten 1960 bei den Olympischen Spielen in Rom 50 % der KK-Schützen mit Waffen von Anschütz an und errangen 4 Medaillen. 1966 wurde Gerd Kümmet mit einem modifizierten Anschütz LG 220 der erste Luftgewehrweltmeister überhaupt. Die Leitung des Unternehmens blieb weiterhin Familiensache. Max Anschütz übergab die Geschäftsführung im Jahr 1968 an seinen Sohn Dieter.
Ende der 1970er Jahre revolutionierte Dieter Anschütz vor allem den Biathlonsport mit der Vorstellung seines Kleinkalibergewehrs, in welchem er die Zukunft des Sports sah. Die Biathleten benutzten bis dahin noch großkalibrige Gewehre, ein Überbleibsel aus der Zeit, als Biathlon ein Militärsport war. Die neue Waffe war nicht nur leichter, sondern einfacher und vor allem schneller zu bedienen. Den Durchbruch im Biathlongeschäft brachte der im Jahr 1984 von Peter Fortner entwickelte und gemeinsam mit Anschütz produzierte Fortner-Geradezugverschluss. Seither genießt das Unternehmen weltweite Beachtung, gestützt durch zahlreiche nationale und internationale Erfolge in allen Bereichen des Sportschießens. Heutzutage schießen über 90 % aller Biathleten mit Anschütz-Systemen.
Im Jahr 2001 wurden 51 % der von Steyr-Mannlicher ausgegliederten Steyr-Sportwaffen GmbH übernommen. 2008 übernahm Jochen Anschütz die Führung des Unternehmens mit heute 107 Mitarbeitern, das ausschließlich in Ulm produziert und 60 % seiner Waffen exportiert.
Neben der traditionellen Jagd- und Sportwaffenherstellung investiert man zunehmend in neue Bearbeitungstechnologien und bietet u. a. zerspanende Arbeitsgänge als Dienstleistung für andere Unternehmen an.